# هیلو ۵: نگهبانان
هِیلو ۵: نگهبانان (به انگلیسی: Halo 5: Guardians) یک بازی ویدئویی به سبک تیراندازی اول شخص از مجموعه بازی‌های هیلو است که توسط ۳۴۳ اینداستریز توسعه یافته و به‌وسیلهٔ استودیو مایکروسافت در ۲۷ اکتبر ۲۰۱۵ به‌طور انحصاری برای کنسول ایکس‌باکس وان عرضه شد. بازی برای اولین بار در کنفرانس مایکروسافت در نمایشگاه رسانه و تجارت ای۳ سال ۲۰۱۳ به عنوان ادامه‌ای بر بازی هیلو ۴ رونمایی شد.